# Asyneuma rigidum
Asyneuma rigidum là loài thực vật có hoa trong họ Hoa chuông. Loài này được (Willd.) Grossh. mô tả khoa học đầu tiên năm 1949.